# TPF RABe 527 (191-198)
De TPF RABe 527 is een elektrisch treinstel van het type Stadler FLIRT, ingezet voor het regionaal personenvervoer van de Zwitserse spoorwegonderneming Transports publics Fribourgeois (TPF).

## Geschiedenis
Het treinstel type RABe 527 is een van de varianten van het type FLIRT van Stadler Rail. Andere types zijn onder meer de RABe 521, RABe 522, RABe 524 en RABe 526 van de Schweizerische Bundesbahnen. Deze treinen hebben een groter motor vermogen dan de te vervangen treinen van het type .

## Constructie en techniek
Het treinstel is opgebouwd uit een aluminium frame met een frontdeel van GVK en heeft een lagevloerdeel. Deze treinstellen kunnen tot vier stuks gecombineerd rijden en zijn uitgerust met luchtvering.

## Treindienst
Deze treinen worden door Transports publics Fribourgeois (TPF) ingezet op de volgende trajecten:
- Fribourg - Murten - Ins - Neuchâtel
- Bulle - Romont - Fribourg - Bern